# Sidi Bel Abbès

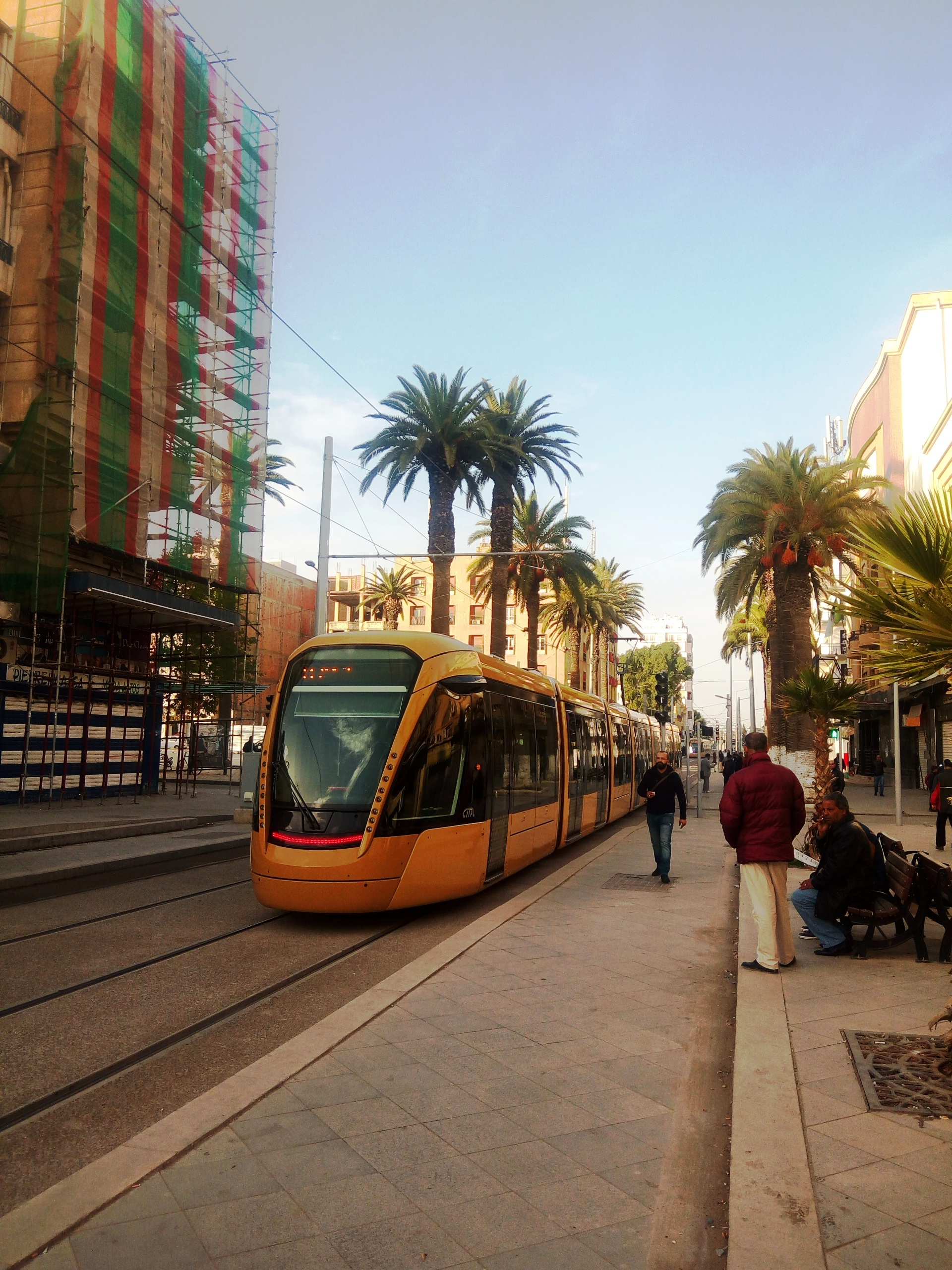
Sidi Bel Abbès

Sidi Bel Abbes (en árabe سيدي بلعباس) es una ciudad de Argelia. Es la capital de la provincia del mismo nombre. La ciudad lleva el nombre de un morabito musulmán que está enterrado allí. Así mismo es el centro comercial de una importante zona de viñedos, huertos y campos de cereales. Antes estaba rodeada por una muralla con cuatro puertas y hay una universidad allí. Sidi Bel Abbes está a 75 kilómetros del mar Mediterráneo.